# Gandaogo (Zoungou)
Pour les articles homonymes, voir Gandaogo.
Gandaogo est une commune rurale située dans le département de Zoungou de la province du Ganzourgou dans la région Plateau-Central au Burkina Faso.

## Géographie
Gandaogo est situé à environ 6 km à l'ouest de Zoungou, le chef-lieu du département, et à 10 km au sud de Zorgho.

## Santé et éducation
Gandaogo accueille un centre de santé et de promotion sociale (CSPS) tandis que le centre médical avec antenne chirurgicale (CMA) se trouve à Zorgho.